# رابرت دادلی (جهانگرد)
رابرت دادلی (انگلیسی: Robert Dudley؛ ۷ اوت ۱۵۷۴ – ۶ سپتامبر ۱۶۴۹ (۷۵ سال)) جهانگرد، کشتی‌ساز و مهندس انگلیسی و پسر رابرت دادلی، ارل لستر، و بانو داگلاس شفیلد بود که امتیازات متناسب با پایگاه پدرش در انگلستان عصر الیزابت به وی اعطا گردید. او دانشجوی کرایست چرچ در آکسفورد بود، و در بیست و یک سالگی با فرماندهی دو کشتی به طرف جزایر هند غربی راه دریا در پیش گرفت. در سال ۱۵۹۶ در نبرد کادیس همراه ارل اسکس بود، و به سبب دلاوری‌های خود به مقام اشرافی مفتخر شد. در سال ۹۸۴ دادلی همسر و کودکان خود را در انگلستان رها ساخت و به همراه الیزابت سوثول عازم ایتالیا شد. در فلورانس جایگاه خود را مستحکم ساخت، کاتولیک شد و ساوثول را به زنی گرفت و به خدمت دوک بزرگ توسکانی درآمد. مسئولیت چندین طرح بزرگ مهندسی، از جمله ساختن بندر لگهورن، و مقدّمات احیای اراضی نزدیک پیسا، به او محوّل شد. وی هرگز به انگلستان برنگشت؛ عناوین عاریتی او، ارل و اریک و دوک نورثمبرلند، هر چند در انگلستان نامعتبر بود، از جانب فردیناند دوم، امپراتور روم مقدس، به تقدیر از خدماتش، تأیید گردید.